# Prinsbisdom Straatsburg
Het prinsbisdom Straatsburg was een tot de Boven-Rijnse Kreits behorend prinsbisdom binnen het Heilige Roomse Rijk.

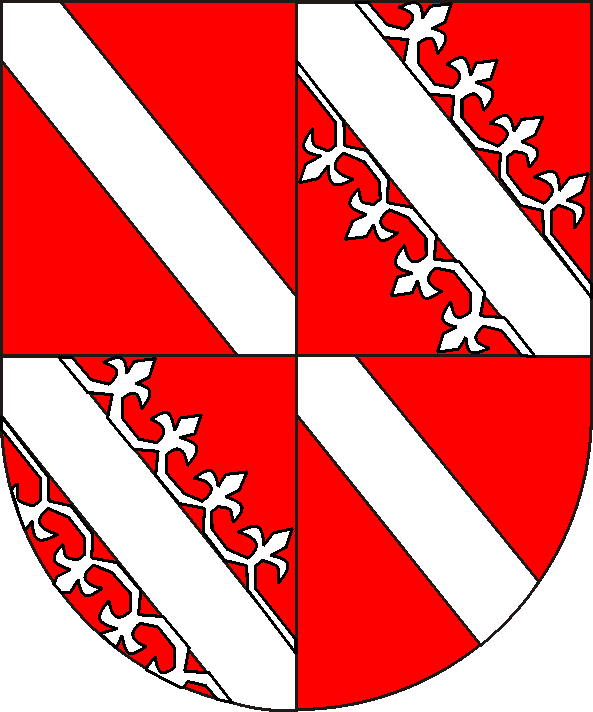
1,4: Straatsburg; 2,3: Neder-Elzas

In 614 wordt er een bisschopszetel in Straatsburg vermeld. In de Frankische tijd werd het bisdom Straatsburg ingedeeld bij de kerkprovincie Mainz, waar het tot 1801 zou blijven. Daarna behoorde het tot de kerkprovincie Besançon.
Reeds in de vroege middeleeuwen werd het gebied rond Rouffach verworven. Tussen 1223 en 1260 lukte het de bisschoppen een wereldlijk vorstendom te vormen. Het gebied was geen eenheid en lag op beide oevers van de Rijn.
In 1262 ging de heerschappij over de stad Straatsburg, die sinds 974 in handen was van de bisschop, verloren (zie vrijstad Straatsburg). In 1358 werd de titel landgraaf in de Neder-Elzas verworven van de graven van Oettingen.
In 1648 bij het Verdrag van Münster moest de bisschop de koning van Frankrijk als zijn leenheer erkennen in de gebieden op de linker-Rijnoever. In 1680 volgde de annexatie door Frankrijk. Binnen Frankrijk bleef het een prinsbisdom tot de Franse Revolutie daar in 1789/92 een eind aan maakte. De bisschop ontvluchtte zijn residentie Saverne en resideerde van 1789 tot 1803 in zijn laatste stukje prinsbisdom te Ettenheim.
In de Reichsdeputationshauptschluss van 25 februari 1803 van het Duitse Rijk werd in paragraaf 5 deze rest van het bisdom toegewezen aan de keurvorst van Baden. De keurvorst nam de titel vorst van Ettenheim aan en kreeg daarvoor ook een zetel in het college van vorsten in de Rijksdag en wel nummer 21.

## Administratieve indeling
Het prinsbisdom bezat op de linker Rijnoever zeven ambten:
- Saverne, dat direct bestuurd werd vanuit de residentie te Saverne
- Kochersberg
- Dachstein
- Schirmeck
- Benfeld
- Marckolsheim
- Wantzenau

op de rechter Rijnoever de twee ambten:
- Oberkirch
- Ettenheim

Een bijzonder status had het in de Opper-Elzas gelegen Mundat Rouffach met drie ambten.
Niet tot het prinsbisdom behoorden de heerlijkheden van het domkapittel Straatsburg.

## Regenten
- 614 : Ansoald
- 728 : Widegerm
- 734- 760: Eddo/Etto/Heddo
- 765- 783: Remigius, graaf in de Elzas
- 783- 815: Ratho
- 815 : Udo II
- 817- 822: Erlhard
- 822- 840: Adalog
- 840- 875: Bernhold
- 875- 888: Rathold
- 888- 906: Reginhard
- : Walram
- 906- 913: Odbert
- 913- 913: Godfried
- 913- 933: Richwin
- 933- 934: Eberhard
- 934- 950: Rudhard
- 950- 965: Udo III
- 965- 991: Erchembald
- 991- 999: Widerhold
- 999-1001: Alwig
- 1001-1028: Werner I van Habsburg
- 1029-1047: Willem I van Karinthie
- 1048-1065: Hezilo/Herrand/Hermann
- 1065-1079: Werner II van Achalm
- 1079-1084: Dietwald
- 1085-1100: Otto van Hohenstaufen
- 1100-1100: Boudewijn
- 1100-1123: Kuno
- 1123-1126: Bruno van Hohenberg
- 1126-1127: Eberhard
- 1129-1131: Bruno van Hohenberg (tweede keer)
- 1131-1141: Gebhard van Urach
- 1141-1162: Burghard
- 1162-1179: Rudolf
- 1179-1180: Koenraad I
- 1181-1190: Hendrik I van Hasenburg
- 1190-1202: Koenraad II van Hünenburg
- 1202-1223: Hendrik II van Vehringen
- 1223-1244: Berchtold van Teck
- 1245-1260: Hendrik III van Stahleck
- 1260-1263: Walther van Geroldseck
- 1263-1273: Hendrik IV van Geroldseck
- 1273-1299: Koenraad III van Lichtenberg
- 1299-1306: Frederik I van Lichtenberg
- 1307-1328: Jan I van Diepenheim (1305-1306: bisschop van Eichstätt)
- 1328-1353: Berthold II van Buchegg (1328: bisschop van Spiers)
- 1353-1365: Jan II van Lichtenberg
- 1366-1371: Jan III van Luxemburg-Ligny (1371-1373: aartsbisschop van Mainz)
- 1371-1374: Lambert van Brunn (1364-1371: bisschop van Spiers; 1374-1398: bisschop van Bamberg)
- 1375-1393: Frederik II van Blankenheim (1391-1393: bisschop van Bazel; 1393-1423: bisschop van Utrecht)
- 1393-1393: Lodewijk van Thierstein
- 1393-1394: Burghard II van Lützelstein
- 1394-1439: Willem II van Diest
- 1439-1440: Koenraad IV van Busnang (overleden 1471)
- 1440-1478: Ruprecht van Palts-Simmern
- 1478-1506: Albrecht van Palts-Mosbach
- 1506-1541: Willem III van Hohenstein
- 1541-1568: Erasmus van Limpurg
- 1569-1592: Jan IV van Manderscheid-Blankenheim
- 1592-1593: Johan George van Brandenburg (protestants; 1607-1623: hertog van Jägerndorf)
- 1592-1607: Karel van Lotharingen
- 1607-1626: Leopold van Oostenrijk
- 1626-1662: Leopold Willem van Oostenrijk
- 1663-1682: Frans Egon van Fürstenberg (1658-1663: bisschop van Metz; 1657-1682: abt van het Stavelot; 1664-1682: abt van Murbach)
- 1682-1704: Willem Egon van Fürstenberg (1663-1668: bisschop van Metz; 1682-1704: abt van Stavelot)
- 1704-1749: Armand Gaston de Rohan-Soubise
- 1749-1756: Armand de Rohan Soubise (1737-1756: abt van Murbach)
- 1756-1779: Louis Constantin de Rohan-Guémenée
- 1779-1803: Louis René de Rohan-Guémenée